# Flottaskären
Flottaskären är öar i Finland. De ligger i Finska viken och i kommunen Borgå i landskapet Nyland, i den södra delen av landet. Öarna ligger omkring 58 kilometer öster om Helsingfors.
Arean för den av öarna koordinaterna pekar på är 9,9 hektar och dess största längd är 0,6 kilometer i sydväst-nordöstlig riktning.